# Rio Paranaíba
Rio Paranaíba là một đô thị thuộc bang Minas Gerais, Brasil. Đô thị này có diện tích 1353,423 km², dân số năm 2007 là 13093 người, mật độ 9,7 người/km².